# Veliki dan u Harlemu (fotografija)
Veliki dan u Harlemu (A Great Day in Harlem) ili Harlem 1958. je crno-bela fotografija 57 značajnih džez muzičara koja je napravljena ispred jedne zgrade u Harlemu, u Njujorku. Ova fotografija predstavlja važan predmet u proučavanju istorije džeza.
Art Kejn, slobodni fotograf koji je radio za časopis Eskvajer, napravio je fotografiju 12. avgusta 1958. godine oko 10 sati pre podne. Muzičari su se okupili kod broja 17 u Istočnoj 126. ulici, između Pete avenije i Avenije Medison u Harlemu. Eskvajer je objavio fotografiju u januarskom izdanju 1959. godine. Kejn je naziva "najznačajnijom fotografijom muzičara tog doba".
Danas, 2018. godine, samo dvojica muzičara sa fotografije su još živi (Beni Golson i Soni Rolins).

## Muzičari na fotografiji
| - Red Alen - Baster Bejli - Kaunt Bejzi - Emet Beri - Art Blejki - Lorens Braun - Skovil Braun - Bak Klejton - Bil Kramp - Vik Dikinson - Roj Eldridž - Art Farmer | - Bad Frimen - Dizi Gilespi - Tajri Glen - Beni Golson - Soni Grir - Džoni Grifin - Điđi Grajs - Kolmen Hokins - Džej Si Herd - Džej Si Higinbotam - Milt Hinton - Čabi Džekson | - Hilton Džeferson - Ozi Džonson - Henk Džons - Džo Džons - Džimi Džons - Teft Džordan - Maks Kaminski - Džin Krupa - Edi Lok - Marijan MekPartland - Čarls Mingus - Mif Mol | - Telonijus Monk - Džeri Maligen - Oskar Petiford - Rudi Pauel - Laki Roberts - Soni Rolins - Džimi Rašing - Pi Vi Rasel - Sahib Šihab - Horas Silver - Zuti Singlton - Staf Smit | - Reks Stjuart - Maksin Saliven - Džo Tomas - Vilbur Ver - Diki Vels - Džordž Vetling - Erni Vilkins - Meri Lu Vilijams - Lester Jang |

## Deca na slici
Kaunt Bejzi, koji se umorio od stajanja, seo je na ivičnjak i malo-pomalo mu se pridružilo dvanaestoro dece. Mnoga od ove dece su stanovala u komšiluku, mada je drugi dečak zdesna, Teft Džordan junior, došao na snimanje sa svojim ocem, Teftom Džordanom. Ekipa fotografa je već imala problema sa raspoređivanjem odraslih, a prisustvo dece je dodatno doprinelo stvaranju haosa: jedan od dečaka koji se vidi na prozoru dobacivao je nešto svom bratu na ivičnjaku; drugi se igrao sa Bejzijevim šeširom; Teft Džordan junior se koškao sa starijim dečakom s njegove leve strane. Art Kejn je, na kraju, shvatio da je svaki dalji pokušaj organizacije uzaludan i odlučio da u fotografiju uključi spontane aktivnosti učesnika.

## Film
Džin Bah, producentkinja sa Njurorškog radija, ispričala je priču o ovoj fotografiji u svom dokumentarnom filmu Veliki dan u Harlemu, iz 1994. On je 1995 godine nominovan za Oskara za najbolji dokumentarni film.
Fotografija se pojavljuje i kao ključna tačka u radnji filma Terminal Stivena Spilberga. U glavnoj ulozi je Tom Henks kao Viktor Navorski, koji dolazi u Sjedinjene Države da bi od Benija Golsona dobio autogram sa kojim će kompletirati zbirku autograma muzičara sa slike koje je prikupio njegov pokojni otac.

## Omaži
- 1998: "Veliki dan hip-hopa"- za ovu fotografiju Gordona Parksa, koga je angažovao časopis XXL, skupilo se 177 hip-hop muzičara na stepeništu ispred broja 17 kao i na stepeništu susednih zgrada.[6][7]
- 2004: "Veliki dan u Londonu" - u inicijativi inspirisanoj fotografijom Arta Kejna, 50 pisaca karipskog, azijskog i afričkog porekla koji su imali značajan uticaj na savremenu britansku književnost slikalo se na stepeništu Britanskog muzeja u Londonu.[8]

## Spoljašnje veze
- Sarah Goodyear, "Stoop Summit — How a Harlem brownstone was immortalized when the living legends of jazz assembled there for an iconic photograph" Архивирано на веб-сајту  (12. август 2018), New York Daily News, 12 August 2016 (uključuje i interaktivnu fotografiju sa linkovima ka izvođenjima svakog od muzičara). Preuzeto 29 avgusta 2016.
- „Art Kane: Harlem 1958”. Архивирано из оригинала 28. 5. 2015. г. Приступљено 16. 7. 2014.
- "Jazz's Most Iconic Photo is Half a Century Old" by Alan Kurtz (Jazz.com)
- Interaktivna verzija fotografije Veliki dan u Harlemu koja prikazuje imena muzičara